# 第30回全日本女子サッカー選手権大会
第30回全日本女子サッカー選手権大会（だい30かいぜんにほんじょしさっかーせんしゅけんたいかい）は、2008年（平成20年）11月29日から2009年（平成21年）1月1日にかけて行われた全日本女子サッカー選手権大会。日本女子サッカーリーグ（なでしこリーグ）正加盟の16チームを含む32チームが参加した。なお12月13日に「なでしこリーグ2008 一部二部入替戦」が行われるため、2回戦と3回戦の間が他の試合よりも大きく開いている。
準々決勝では、なでしこリーグ上位4チームのうち日テレ・ベレーザとINACレオネッサは勝利したが、浦和レッドダイヤモンズ・レディースはTASAKIペルーレFCに、岡山湯郷Belleは東京電力女子サッカー部マリーゼに敗れた。
準決勝では2年連続で本拠地をともに神戸市とするペルーレとレオネッサが対戦し、4-1の大差でレオネッサが勝利し初の決勝進出。ペルーレはこの試合を最後に休部となり、前身の神戸FCレディースからつづく永い歴史にピリオドを打った。またベレーザはマリーゼに対し開始直後に先制するも前半29分に混戦から追いつかれたが、試合途中から出場の選手たちが追加点を上げて15度目の決勝進出を決めた。
決勝戦ではブラジル代表と韓国代表を擁するレオネッサが女王ベレーザに挑むも、前半20分のレッドカードにより10人での戦いとなったレオネッサが大差をつけられて試合終了間際に1点を挙げるに留まり、ベレーザが9度目の優勝を達成した。

## 成績
- 優勝：日テレ・ベレーザ
- 準優勝：INACレオネッサ
- 第3位：東京電力女子サッカー部マリーゼ、TASAKIペルーレFC

## 出場チーム

### 日本女子サッカーリーグ
(plenusなでしこリーグ2008成績順)
ディビジョン1
- 日テレ・ベレーザ
- INACレオネッサ
- 浦和レッドダイヤモンズ・レディース
- TASAKIペルーレFC
- 岡山湯郷Belle
- 東京電力女子サッカー部マリーゼ
- アルビレックス新潟レディース
- 伊賀フットボールクラブくノ一

ディビジョン2
- ジェフユナイテッド市原・千葉レディース
- スペランツァF.C.高槻
- ASエルフェン狭山FC
- 大原学園JaSRA女子サッカークラブ
- 福岡J・アンクラス
- バニーズ京都サッカークラブ
- 清水第八プレアデス
- ルネサンス熊本フットボールクラブ

※鹿児島鴨池フットボールクラブアサヒナ（鹿児島県）は準加盟のため地域予選から出場も予選敗退

### 北海道地域
- 北海道文教大学明清高等学校 (札幌市)

### 東北地域
- 常盤木学園高等学校 (宮城県)
- JFAアカデミー福島 (福島県)

### 関東地域
- 早稲田大学ア式蹴球部 (東京都)
- 日本体育大学女子サッカー部 (神奈川県)
- 日テレ・メニーナ (東京都)

### 北信越地域
- 福井工業大学附属福井高等学校 (福井県)

### 東海地域
- 名古屋FCレディース (愛知県)
- 静岡産業大学磐田レディース (静岡県)

### 関西地域
- 日ノ本学園高等学校 (兵庫県)
- 大阪体育大学女子サッカー部 (大阪府)

### 中国地域
- 吉備国際大学女子サッカー部 (岡山県)
- 岡山県作陽高等学校 (岡山県)

### 四国地域
- ブッチギリ (愛媛県)

### 九州地域
- 鳳凰高等学校 (鹿児島県)
- アンクラスFC Paso Dorad (福岡県)

## 開催方式

### 試合規定
- 試合時間
  - 1～3回戦：80分 (40分ハーフ)
  - 準々決勝以降：90分 (45分ハーフ)
- 規定時間内に決しない場合
  - 1回戦～準決勝：20分（10分ハーフ）の延長戦→決しない場合はPK戦
  - 決勝戦:延長戦なしでPK戦
- 登録選手
  - 参加申込選手：25名 (うち外国籍選手は5名まで)
  - ベンチ入り：16名 (うち外国籍選手は3名まで)
  - 交代出場：3名
- 入場料 
  - 1回戦～3回戦：無料
  - 準々決勝、準決勝、決勝：有料

### 試合会場
1回戦
- ひたちなか市総合運動公園陸上競技場 (茨城県)
- 上野運動公園競技場 (三重県)
- 島根県立サッカー場 (島根県)
- 岡山県美作ラグビー・サッカー場 (岡山県)

2回戦
- ひたちなか市総合運動公園陸上競技場 (茨城県)
- 京都市西京極総合運動公園陸上競技場兼球技場 (京都府)
- 加古川運動公園陸上競技場 (兵庫県)
- 島根県立サッカー場 (島根県)

3回戦
- 神戸総合運動公園ユニバー記念競技場 (兵庫県)
- 兵庫県立三木総合防災公園陸上競技場 (兵庫県)
- 岡山県美作ラグビー・サッカー場 (岡山県)
- 広島スタジアム (広島県)

準々決勝
- 神戸総合運動公園ユニバー記念競技場 (兵庫県)
- 広島スタジアム (広島県)

準決勝
- 国立西が丘サッカー場 (東京都)

決勝
- 国立霞ヶ丘競技場陸上競技場 (東京都)

## 結果

### 1回戦
| 2008年11月29日 11:00 |

| 名古屋FCレディース | 1 - 2 (延長) | 大阪体育大学女子サッカー部  |
| 小林真規子 20分    |              | 末田恵理 51分 · 泊志穂 94分 |

| 上野運動公園競技場 |

| 2008年11月29日 11:00 |

| 日本体育大学                                | 4 - 0 | 福井工業大学附属福井高等学校 女子サッカー部 |
| 伊藤美菜子 18分, 59分, 71分 · 有吉佐織 34分 |       |                                             |

| 岡山県美作ラグビー・サッカー場 |

| 2008年11月29日 11:00 |

| ルネサンス熊本フットボールクラブ | 1 - 6 | 日テレ・メニーナ                                                            |
| 峯知美 11分                      |       | 木下栞 7分 · 田中美南 8分, 34分 · 24分 (OG) · 嶋田千秋 39分 · 高橋彩織 53分 |

| ひたちなか市総合運動公園陸上競技場 |

| 2008年11月29日 11:00 |

| 福岡J・アンクラス             | 2 - 6 | 清水第八プレアデス                                                                 |
| 髙木奈央 47分 · 藤本優希 59分 |       | 上田早紀子 1分, 54分 · 佐藤シェンネン 44分, 78分 · 濵中沙希 61分 · 遠山さゆり 72分 |

| 島根県立サッカー場 |

| 2008年11月29日 13:30 |

| ブッチギリ | 0 - 8 | 早稲田大学ア式蹴球部                                                                            |
|            |       | 大滝麻未 2分, 29分, 60分 · 有町紗也香 5分, 35分 · 杉山佐穂 15分 · 髙畑志帆 37分 · 鶴田佳代 70分 |

| 上野運動公園競技場 |

| 2008年11月29日 13:30 |

| 日ノ本学園高等学校                              | 3 - 1 | 静産大磐田レディース |
| 今中悠莉 16分 · 増田瑞菜 17分 · 檜森彩友美 55分 |       | 西ヶ谷千乃 62分      |

| 島根県立サッカー場 |

| 2008年11月29日 13:30 |

| JFAアカデミー福島             | 2 - 0 | 北海道文教大学明清高等学校 女子サッカー部 |
| 菅澤優衣香 27分 · 成宮唯 77分 |       |                                           |

| ひたちなか市総合運動公園陸上競技場 |

| 2008年11月29日 13:30 |

| アンクラスFC Paso Dorad | 1 - 2 | 岡山県作陽高等学校            |
| 猶本光 37分             |       | 叶実可子 64分 · 加藤正美 66分 |

| 岡山県美作ラグビー・サッカー場 |

### 2回戦
| 2008年12月7日 11:00 |

| 大原学園JaSRA女子サッカークラブ | 1 - 0 (延長) | 大阪体育大学女子サッカー部 |
| 藤野愛子 99分                   |              |                            |

| 京都市西京極総合運動公園陸上競技場兼球技場 |

| 2008年12月6日 11:00 |

| 日本体育大学                                      | 3 - 0 | 常盤木学園高等学校 |
| 伊藤美菜子 23分 · 井手上麻子 50分 · 平野聡子 72分 |       |                    |

| ひたちなか市総合運動公園陸上競技場 |

| 2008年12月6日 11:00 |

| 吉備国際大学女子サッカー部 | 0 - 0 (延長) | 日テレ・メニーナ |
|                            |              |                  |
|                            | PK戦         |                  |
|                            | 3 - 5        |                  |

| 島根県立サッカー場 |

| 2008年12月6日 13:30 |

| 清水第八プレアデス | 1 - 5 | ジェフユナイテッド市原・千葉 レディース                               |
| 佐藤シェンネン 3分 |       | 深澤里沙 15分 · 石田美穂子 39分, 79分 · 安田有希 47分 · 清水由香 49分 |

| ひたちなか市総合運動公園陸上競技場 |

| 2008年12月6日 11:00 |

| ASエルフェン狭山FC | 2 - 3 | 早稲田大学ア式蹴球部                |
| 櫛笥葵 0分         |       | 大滝麻未 51分, 60分 · 杉山佐穂 61分 |

| 加古川運動公園陸上競技場 |

| 2008年12月6日 13:30 |

| 日ノ本学園高等学校 | 0 - 1 | スペランツァF.C.高槻 |
|                    |       | 虎尾直美 61分        |

| 加古川運動公園陸上競技場 |

| 2008年12月7日 13:30 |

| バニーズ京都サッカークラブ                                                           | 6 - 5 | JFAアカデミー福島                                                   |
| 天満舞 6分 · 三浦香子 17分 · 細川元代 39分 · 阪上由紀代 53分, 72分 · 榎木園美加 70分 |       | 菅澤優衣香 42分 · 成宮唯 44分 · 吉見夏稀 54分 · 増矢理花 73分, 79分 |

| 京都市西京極総合運動公園陸上競技場兼球技場 |

| 2008年12月6日 13:30 |

| 岡山県作陽高等学校 | 0 - 7 | 鳳凰高等学校女子サッカー部                                                        |
|                    |       | 野間文美加 29分, 74分, 75分 · 西川早弓 65分, 77分 · 谷本晴奈 68分 · 赤嶺美月 72分 |

| 島根県立サッカー場 |

### 3回戦
| 2008年12月21日 13:30 |

| 日テレ・ベレーザ                             | 3 - 0 | 大原学園JaSRA女子サッカークラブ |
| 永里優季 1分 · 大野忍 58分 · 永里亜紗乃 61分 |       |                                 |

| 広島スタジアム |

| 2008年12月21日 11:00 |

| 日本体育大学 | 0 - 1 (延長) | 伊賀フットボールクラブくノ一 |
|              |              | 山科花恵 99分                |

| 広島スタジアム |

| 2008年12月21日 11:00 |

| 東京電力女子サッカー部マリーゼ                                                                 | 7 - 0 | 日テレ・メニーナ |
| 宮﨑有香 5分 · 上辻佑実 23分 · 丸山桂里奈 31分, 34分, 43分 · 田原のぞみ 56分 · 本間真喜子 60分 |       |                  |

| 岡山県美作ラグビー・サッカー場 |

| 2008年12月21日 13:30 |

| ジェフユナイテッド市原・千葉 レディース | 1 - 1 | 岡山湯郷Belle |
| 吉本宏美 52分                           |       | 宮間あや 57分 |
|                                         | PK戦  |               |
|                                         | 5 - 6 |               |

| 岡山県美作ラグビー・サッカー場 |

| 2008年12月21日 13:30 |

| 浦和レッドダイヤモンズ・レディース            | 3 - 0 | 早稲田大学ア式蹴球部 |
| 安藤梢 11分 · 保坂のどか 16分 · 窪田飛鳥 65分 |       |                      |

| 三木総合防災公園陸上競技場 |

| 2008年12月21日 11:00 |

| スペランツァF.C.高槻 | 0 - 2 | TASAKIペルーレFC             |
|                      |       | 山本絵美 4分 · 坂井優紀 31分 |

| 神戸総合運動公園ユニバー記念競技場 |

| 2008年12月21日 11:00 |

| アルビレックス新潟レディース                                    | 6 - 1 | バニーズ京都サッカークラブ |
| 山本亜里奈 3分 · 中島未来 6分, 21分, 51分, 69分 · 詫間美樹 30分 |       | 阪上由紀代 57分            |

| 三木総合防災公園陸上競技場 |

| 2008年12月21日 13:30 |

| 鳳凰高等学校女子サッカー部 | 1 - 4 | INACレオネッサ                                      |
| 西川早弓 20分              |       | プレチーニャ 11分 · 原歩 24分, 44分 · 鈴木智子 65分 |

| 神戸総合運動公園ユニバー記念競技場 |

### 準々決勝
| 2008年12月23日 11:00 |

| 日テレ・ベレーザ                                                                | 5 - 0 | 伊賀フットボールクラブくノ一 |
| 岩渕真奈 15分 · 原菜摘子 49分 · 豊田奈夕葉 72分 · 大野忍 78分 · 近賀ゆかり 89分 |       |                              |

| 広島スタジアム |

| 2008年12月23日 14:00 |

| 東京電力女子サッカー部マリーゼ          | 3 - 2 | 岡山湯郷Belle                   |
| 丸山桂里奈 23分, 63分 · 本間真喜子 64分 |       | 加戸由佳 79分 · 中野真奈美 90分 |

| 広島スタジアム |

| 2008年12月23日 14:00 |

| 浦和レッドダイヤモンズ・レディース | 0 - 1 | TASAKIペルーレFC |
|                                    |       | 大石沙弥香 26分  |

| 神戸総合運動公園ユニバー記念競技場 |

| 2008年12月23日 11:00 |

| アルビレックス新潟レディース | 1 - 3 | INACレオネッサ                            |
| 上尾野辺めぐみ 59分          |       | プレチーニャ 15分, 77分 · 川澄奈穂美 79分 |

| 神戸総合運動公園ユニバー記念競技場 |

### 準決勝
| 2008年12月28日 14:00 |

| 日テレ・ベレーザ                             | 3 - 1 | 東京電力女子サッカー部マリーゼ |
| 大野忍 0分 · 永里優季 49分 · 荒川恵理子 52分 |       | 田中景子 29分                  |

| 国立西が丘サッカー場 |

| 2008年12月28日 11:00 |

| TASAKIペルーレFC | 1 - 4 | INACレオネッサ                                                      |
| 山本絵美 44分    |       | プレチーニャ 14分 · 角田英子 41分 · 米津美和 52分 · 川澄奈穂美 77分 |

| 国立西が丘サッカー場 |

### 決勝
| 2009年1月1日 10:30 |

| 日テレ・ベレーザ                                              | 4 - 1 | INACレオネッサ |
| 小林弥生 15分 · 荒川恵理子 21分 · 澤穂希 60分 · 岩渕真奈 82分 |       | 米津美和 89分  |

| 国立霞ヶ丘陸上競技場 |